# Dirección de los Servicios de Inteligencia y Prevención
La Dirección General Sectorial de los Servicios de Inteligencia y Prevención (DISIP) fue un organismo de inteligencia y contra-inteligencia interior y exterior de Venezuela entre 1969 y 2009. Fue fundada durante el primer gobierno de Rafael Caldera como reemplazo de la Dirección General de Policía (DIGEPOL) y desmantelada durante el tercer gobierno de Hugo Chávez, siendo sucedida por el Servicio Bolivariano de Inteligencia (SEBIN).

## Historia

### Antecedentes
Una vez derrocada la dictadura de Pérez Jiménez y disuelta la Seguridad Nacional (enero de 1958), se inicia la reestructuración de la Policía, el país se sumerge en una aguda crisis institucional en el área policial y de seguridad, a consecuencia del desmantelamiento de la Dirección de Seguridad Nacional, también llamada "Policía Política"; la ausencia de una organización similar, medianamente eficaz, da origen de manera improvisada a los Servicios Técnicos Criminológicos, una organización que en la jerga policial popular fue conocida como la Criminológica, fue una época de mucha confusión ya que empezaba a gestarse la actividad guerrillera y por esa razón el activismo político de oposición era severamente castigado, catalogándose la Criminológica como un ente policial que serviría como: investigadores de delitos comunes y auxiliares de los tribunales y seguridad nacional.
El 29 de abril de 1959, según Decreto Ejecutivo N°51, tomando en consideración la necesidad de delimitar las funciones y competencias de los distintos cuerpos policiales, se crea la Dirección General de Policía (DIGEPOL), organización antecesora de la DISIP, la cual tendría como tarea "ejercer y coordinar en todo el territorio nacional las funciones policiales destinadas a la conservación del orden y la tranquilidad pública", de acuerdo con la competencia asignada al Ministerio de Relaciones Interiores, en el Artículo N°18 del Estatuto Orgánico de Ministerios, dejando a salvo las atribuciones legales de la Policía Técnica Judicial y de las policías estatales. Con esta decisión se separan las atribuciones de la policía criminal, de la facultad y potestad de inteligencia y seguridad estatal. Sin embargo, la inestabilidad política que caracterizó a la época de la década de 1960, llevó a la DIGEPOL a convertirse en un cuerpo policial de carácter preventivo y de inteligencia.

### Década de 1960

#### Creación de la DISIP
Cuando Rafael Caldera asumió su primera Presidencia en la República, ordenó la disolución de la Dirección General de Policía (DIGEPOL) y firmó el Decreto 15 el 19 de marzo de 1969, dando vida a la "Dirección General Sectorial de los Servicios de Inteligencia y Prevención" (DISIP) bajo la dirección del Comisario General Remberto Uzcátegui Bruzual. Tenía como objeto manifiesto inicial el combatir la subversión y el narcotráfico pero sus críticos consideran que en realidad la DISIP existía para preservar la institucionalidad de Estado, llegando a contar con escuadrones comandos bien entrenados para contrarrestar cualquier ataque enemigo en contra de las instituciones democráticas y la nación. 
Sus primeros mandos tuvieron la iniciativa de establecer cursos y adiestramiento adecuado a sus miembros, dando de baja a la mayoría de los exmiembros de la Digepol. En los primeros años la DISIP reclutó personal los cuales serían entrenados por el ejército estadounidense, la Agencia Central de Inteligencia (CIA) y el Mossad israelí con la finalidad de convertirla en una de las agencias de inteligencia más actualizadas de Sudamérica, responsable de la recopilación de información confidencial, acción encubierta, espionaje y contraterrorismo, para luego servir como instructores en otras agencias de inteligencia latinoamericanas. 
La primera persona a cargo de la DISIP fue el disidente cubano Luis Posada Carriles, quien salió del cargo en 1974 por diferencias ideológicas con el gobierno de Carlos Andrés Pérez.

### Década de 1970
La historia de los primeros años de la DISIP va paralela a la del grupo político marxista Bandera Roja, fueron doblegados algunos líderes de la guerrilla, cuyos líderes Carlos Betancourt (con el seudónimo "Gerónimo"), Eduardo Candiales Barrios y Gabriel Puerta Aponte, lugarteniente de Betancourt enfrentaron y fueron enfrentados por la organización policial desde el principio del grupo. La DISIP llevó a cabo el primer desmantelamiento de esa agrupación entre 1972 y 1973. También tuvo un desempeño contra el Partido de la Revolución Venezolana (PRV-FALN) y otros grupos menores, logrando frustrar muchos de los planes de sublevación de los grupos de izquierda de la época. 
A mediados de la década de 1970 ante la necesidad de elevar el nivel técnico del organismo de seguridad fue creada la Brigada de Intervenciones o grupos Comandos dirigidos por el Comisario General Henry López Sisco, quien dirigió las operaciones principales contra las guerrillas de izquierda en el campo y operaciones dentro de la ciudad donde grupos irregulares efectuaban atracos bancarios y secuestros. Estas operaciones irregulares eran contrarrestadas por la DISIP. En sus principios la DISIP, contaba con cerca de 4.000 empleados en nómina entre las áreas de administración, policial y de inteligencia.
El 27 de agosto de 1975 el director de la Dirección de Inteligencia Nacional chilena (DINA) Manuel Contreras sostuvo un encuentro con el cubano Rafael Rivas Vázquez, director del organismo de inteligencia venezolano DISIP. Según una investigación del periodista John Dinges, en el encuentro se trató de buscar la colaboración de Venezuela con el Plan Cóndor, un programa de cooperación entre dictaduras sudamericanas para atrapar y desaparecer disidentes políticos.
El 26 de julio de 1976 la DISIP torturó hasta la muerte a Jorge Antonio Rodríguez, líder del Movimiento de Izquierda Revolucionaria (MIR) y fundador de la Liga Socialista, tras haberlo detenido por el secuestro al empresario estadounidense William Niehous.
El 6 de octubre de 1976, la DISIP contribuyó al atentado terrorista con bomba contra el vuelo 455 de Cubana de Aviación perpetrado por el exilio cubano de Miami con apoyo de la CIA estadounidense. Las 73 personas a bordo de la aeronave, un Douglas DC-8 de pasaje, fueron asesinadas en el hasta entonces peor ataque de este tipo en el hemisferio occidental.

### Década de 1980

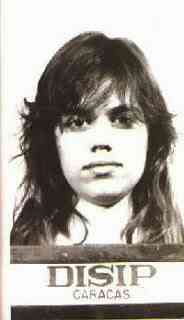
Ficha policial DISIP de Blanca Eekhout.

En este mismo marco, la DISIP sostuvo varios enfrentamientos como la de la Operación Cantaura, hecho ocurrido entre el 4 y 8 de octubre de 1982 donde 96 efectivos de la DISIP junto a más de 400 militares de la Fuerza Armada Nacional con apoyo aéreo asesinaron a 23 militantes del Frente Guerrillero Américo Silva, un grupo guerrillero rural perteneciente a Bandera Roja, quienes se encontraban acampando, siendo estos interceptados mediante labores de inteligencia.
En 1985 la Dirección de los Servicios de Inteligencia y Prevención (DISIP), influenciada en ese entonces por Blanca Ibáñez, requisó las doscientas copias existentes en el país del libro Narcotráfico S. A. del activista estadounidense Lyndon LaRouche, durante el gobierno de Jaime Lusinchi.

### Década de 1990
En la década de 1990, la DISIP adelantó operaciones de inteligencia contra los militares rebeldes encabezados por Hugo Chávez y Francisco Arias Cárdenas que dieron dos intentos de golpe de Estado contra la institucionalidad democrática en el gobierno de Carlos Andrés Pérez en 1992, el gobierno nacional de la época autorizó acciones para realizar algunas operaciones de inteligencia y contra inteligencia de manera tal de neutralizar algunos focos de militares que todavía se encontraban sublevados así como también a cualquier civil sospechoso de apoyar el alzamiento militar. 
En el caso particular del golpe de estado del 27 de noviembre de 1992, funcionarios de la Brigada de Intervenciones, Patrullaje Vehicular, Inteligencia y de la División General de Investigaciones hicieron frente junto a la Guardia Nacional a los militares golpistas, siendo estos últimos derrotados. Las instalaciones de la DISIP en El Helicoide de Caracas fueron bombardeadas por la Fuerza Aérea rebelde, desde donde un avión Bronco fue derribado con armas automáticas.
El 18 de abril de 1996 fue detenido en su casa por la DISIP Antonio Espinoza del partido Bandera Roja, quien estuvo incomunicado. Ese día fueron allanadas sin una orden judicial las casas de David Capielo, de la Asociación de Defensa de los Derechos Humanos del estado Carabobo y de Juan Carlos Corro, líder estudiantil. Amnistía Internacional denunció que a la familia de Espinoza se le había negado información sobre su detención, y que después de que Corro y su abogado fueron a preguntar por el allanamiento, Corro fue detenido.
En el marco de la Tragedia de Vargas, el Ejército Bolivariano detuvo a Oscar José Blanco Romero, Roberto Javier Hernández Paz y José Francisco Rivas Fernández, quienes fueron entregados a una comisión de la Dirección de los Servicios de Inteligencia y Prevención. Los sujetos jamás fueron encontrados. La Comisión Interamericana de Derechos Humanos se pronunció sobre el caso en 2005. Los tribunales terminaron dejando en libertad a los 2 funcionarios de la Disip, quienes fueron señalados como responsables.

### Década de 2000
El satélite de comunicaciones “Simón Bolívar” lanzado en el 2008 fue destinado a lograr un “manejo absoluto y seguro de la información” en las áreas de telefonía, transmisión de datos y acceso a Internet al cual tendría acceso la DISIP. Posteriormente se lanzó el satélite "Miranda" de observación y monitoreo territorial, que formaba parte del "Sistema de Vigilancia de la Amazonía del Brasil” (SIVAM), proveyendo de información a la DISIP y a otros servicios de seguridad nacional, para vigilar la frontera a fin de detectar y neutralizar incursiones de guerrilleros, narcotraficantes, contrabandistas de armas, paramilitares y mineros ilegales.

#### Disolución
En 2009 el gobierno de Venezuela ordenó una reestructuración de la Dirección Nacional de los Servicios de inteligencia y Prevención (Disip) a través del Decreto Nº 6.865 del 11 de agosto de 2009 bajo el mando de Miguel Rodríguez Torres. Ello culmina con la disolución del organismo el 4 de diciembre de 2009, por el presidente Hugo Chávez, dando paso al Servicio Bolivariano de Inteligencia Nacional (SEBIN) el 2 de junio de 2010, según lo dispuesto en la Gaceta Oficial número 39.436.

## Estructura, personal y medios
En 2005, la DISIP, contaba con un presupuesto de 36 millones de dólares y estaba formada por cerca de 3000 efectivos,[cita requerida] siendo dirigida por un general. Su estructura era:
- Dirección General
- Inspectoría General de los Servicios
- Dirección de Inteligencia
- Dirección de Contrainteligencia
- Dirección de Acción Inmediata
- Dirección de Inteligencia Tecnológica
- Dirección de Administración
- Dirección de Personal
- Dirección de Regiones
- Dirección de Educación o Centro de Estudios de Inteligencia
- Dirección de Auditoría Interna
- Dirección de Servicios Generales